# Pianiano
Pianiano è una frazione del comune di Cellere, in provincia di Viterbo, nel Lazio.

## Geografia
La frazione di Pianiano, situata a 310 m s.l.m., si sviluppa lungo la strada che collega Vulci a Ischia di Castro, non lontano dal confine provinciale con Grosseto, e dista circa 3 chilometri dal capoluogo comunale.

## Origini del nome
Il toponimo Plandianum si fa risalire al latino Planium Dianae, consacrazione forse alla dea della caccia e dei boschi. Una leggenda vuole l’attribuzione ad una sua bellissima e mitologica sovrana guerriera. Il racconto narra come la principessa Diana, guidata da un mistico richiamo, trovò per prima le antiche tombe degli Etruschi nella Valle del Fiora e ne portò i sarcofagi nella chiesetta del castello.

## Storia
Secondo le varie leggende locali, il borgo ha origini etrusche. Una di queste racconta di una monumentale tomba di una principessa etrusca persa sotto i suoi tufi. Le prime notizie certe relative a Pianiano risalgono al 1214, anno in cui risulta sottomesso a Viterbo e nel 1270 compare soggetto a Tuscania. A partire dal 1400 venne inglobato sotto i domini della famiglia Farnese. 
Intorno al 1600 il paese, a causa della malaria, si spopolò, fino a rimanere abbandonato a metà del Settecento. Fu ripopolato, grazie alla politica di papa Benedetto XIV, da immigrati albanesi di Scutari (212 persone).
L’accesso al Borgo era controllato da una doppia porta alle estremità del Ponte, in seguito interrato, di cui oggi però ne è ancora visibile il profilo. Dalla porta del Ponte, la pianta del palazzo signorile seguiva il lato ovest della rupe, con un cortile corrispondente all’attuale largo principale, a cui vi si poteva accedere dalla porta est. Dalla strada che conduce a Cellere si possono ancora vedere le arcate del suo loggiato.
Nel 1729 il borgo e le sue terre furono annesse alla Comunità di Cellere. 
Nell’epoca d’oro del brigantaggio, Pianiano vide dare i natali al leggendario brigante Domenico Tiburzi.

## Monumenti e luoghi d'interesse
La chiesa di San Sigismondo Martire è di origine altomedievale. Dell’antica struttura rimane l’abside e parte di una colonna del disperso baldacchino dell’altare, riutilizzata come paracarro durante la ristrutturazione settecentesca del Borgo. Infatti nel corso dei secoli la chiesa fu ampliata e girata di 90°. Al suo interno è apprezzabile una tela settecentesca detta “Madonna degli Albanesi”.

## Eventi
MUSA (Musica - Spettacolo - Arte - Artigianato), nata nel 2017.